# Blues Unlimited
Blues Unlimited — британський щомісячний музичний журнал, присвячений блюзу. Був заснований в 1963 році Саймоном Нейпіром та Майком Ледбіттером. Разом з американським журналом Living Blues вважається одним з найголовніших та найавторитетніших періодичних видань про блюз. Перший номер журналу вийшов у 1963 році, а останній (№ 149) виданий взимку 1987.
У 1982 році журнал був включений до Зали слави блюзу.